# Loro Huasi
Loro Huasi är en ort i Argentina.   Den ligger i provinsen Catamarca, i den norra delen av landet, 1 100 km nordväst om huvudstaden Buenos Aires. Loro Huasi ligger 1 935 meter över havet och antalet invånare är 388.
Terrängen runt Loro Huasi är varierad. Runt Loro Huasi är det mycket glesbefolkat, med 4 invånare per kvadratkilometer.. Närmaste större samhälle är San José, 4,7 km söder om Loro Huasi.
Omgivningarna runt Loro Huasi är i huvudsak ett öppet busklandskap.